# انجمن جامعه‌شناسی ایران
انجمن جامعه‌شناسی ایران (تأسیس ۱۳۷۰) انجمنی غیرانتفاعی در حوزه جامعه‌شناسی و علوم اجتماعی، و فعال در زمینه‌های علمی، پژوهشی، کارشناسی و مشاوره‌است. ریاست این انجمن را سید حسین سراج زاده بر عهده دارد.
انجمن جامعه‌شناسی ایران در سال ۱۳۸۷ عنوان «انجمن علمی برتر» را در نهمین جشنواره تجلیل از پژوهشگران برتر ایران که از سوی وزارت علوم تحقیقات و فن‌آوری برگزار می‌شود بدست آورد.
این انجمن عضو انجمن بین‌المللی جامعه‌شناسی (ISA) و انجمن آسیایی شوراهای پژوهشی علوم اجتماعی (AASSREC) می‌باشد.

## اهداف
- تولید و ترویج دانش جامعه‌شناختی.
- تدوین و تصریح قواعد (هنجارهای رویه‌ای و هنجارهای اجتماعی یا اخلاق علمی) برای کنشگران حوزة جامعه‌شناسی.
- تقویت ارزش و حیثیت جامعه‌شناسی (کسب شأن علمی و اجتماعی).
- تقویت تعهد علمی و هویت صنفی کنشگران جامعه‌شناسی.
- بسط، گسترش و غنی‌سازی روابط انجمنی در اجتماع علمی و جامعه

## سیاست‌ها
- کاربردی کردن جامعه‌شناسی از طریق طرح مسائل اساسی جامعه و کوشش در جهت توصیف، تبیین و حل آنها.
- بسط تعامل علمی با نهادهای سیاستگذاری، برنامه‌ریزی و اجرایی کشور.
- ارائه خدمات علمی، آموزشی و پژوهشی به بخش خصوصی و دولتی
- برگزاری گردهمایی‌های علمی - تخصصی در سطوح محلی، ملی و بین‌المللی.
- انتخاب و معرفی آثار برجستة سال در حوزة جامعه‌شناسی.
- تدوین اصول و قواعد کار و فعالیت در حوزة جامعه‌شناسی از جمله: تعیین ملاک‌های علمی حداقلی برای ارزشیابی کارهای آموزشی - پژوهشی و انتشاراتی در حوزة جامعه‌شناسی.
- تدوین قواعد اخلاق تحقیق اجتماعی.

## گروه‌های علمی- تخصصی
بیشتر فعالیت‌های انجمن جامعه‌شناسی ایران (برگزاری جلسات متناوب، سمینارها، همایش‌ها و کارگاه‌ها، انتشار مقاله و کتاب، انجام طرح‌های پژوهشی در حوزه‌های مختلف علوم اجتماعی) در قالب گروه‌های علمی-تخصصی انجام می‌شود که هر یک به حوزه‌ای خاص در جامعه‌شناسی و علوم‌اجتماعی اختصاص دارند و از متخصصان این حوزه‌ها تشکیل می‌شوند.
این گروه‌ها عبارتند از:
1. آینده‌پژوهی اجتماعی،
2. تحلیل شبکه‌های اجتماعی،
3. جامعه‌شناسی آموزش و پرورش،
4. جامعه‌شناسی احساسات،
5. جامعه‌شناسی ادبیات،
6. جامعه‌شناسی ارتباطات و رسانه‌ها،
7. جامعه‌شناسی اسلام و کشورهای اسلامی،
8. جامعه‌شناسی اقتصاد (اقتصاد و جامعه)،
9. جامعه‌شناسی امنیت (جامعه و امنیت)،
10. جامعه‌شناسی انقلاب و جنبش‌های اجتماعی،
11. جامعه‌شناسی اوقات فراغت،
12. جامعه‌شناسی ایران،
13. جامعه‌شناسی بالینی،
14. جامعه‌شناسی پزشکی و سلامت،
15. جامعه‌شناسی تاریخی،
16. جامعه‌شناسی توسعه و دگرگونی‌های اجتماعی،
17. جامعه‌شناسی جمعیت و مهاجرت،
18. جامعه‌شناسی جنگ و نیروهای نظامی،
19. جامعه‌شناسی جوانان،
20. جامعه‌شناسی حقوقی،
21. جامعه‌شناسی حوزه عمومی (مردم‌مدار)،
22. جامعه‌شناسی خانواده،
23. جامعه‌شناسی دین،
24. جامعه‌شناسی روستایی و عشایر،
25. جامعه‌شناسی زبان (زبان و جامعه)،
26. جامعه‌شناسی زنان و جنسیت،
27. جامعه‌شناسی زیست‌محیطی (جامعه و محیط زیست)،
28. جامعه‌شناسی سازمان‌ها،
29. جامعه‌شناسی سالمندی،
30. جامعه‌شناسی سیاسی،
31. جامعه‌شناسی شهر و مطالعات منطقه‌ای،
32. جامعه‌شناسی صنعتی،
33. جامعه‌شناسی علم وفناوری،
34. جامعه‌شناسی فرهنگ (فرهنگ و جامعه)،
35. جامعه‌شناسی فساد،
36. جامعه‌شناسی فیلم و سینما،
37. جامعه‌شناسی قومیت و یکپارچگی ملی،
38. جامعه‌شناسی کار و گروه‌های حرفه‌ای،
39. جامعه‌شناسی کودکی،
40. جامعه‌شناسی گردشگری،
41. جامعه‌شناسی مصائب و بلایای طبیعی،
42. جامعه‌شناسی معرفت،
43. جامعه‌شناسی نظری(بینش‌ها و نظریه‌ها)،
44. جامعه‌شناسی ورزش،
45. جامعه‌شناسی هنر،
46. روش‌شناسی و روش‌های تحقیق،
47. شاخص‌ها و معرف‌های اجتماعی،
48. فقر، رفاه و سیاست اجتماعی،
49. فلسفه علوم اجتماعی،
50. قشرها و نابرابری اجتماعی،
51. مسائل، آسیب‌ها و پیشگیری اجتماعی،
52. مطالعات ارزیابی تأثیر اجتماعی،
53. مطالعات زنان.

## نشریه‌ها
- مجله جامعه‌شناسی ایران با امتیاز علمی پژوهشی (فصلنامه)
- مجله مطالعات اجتماعی ایران با امتیاز علمی پژوهشی (فصلنامه)
- خبرنامه انجمن جامعه‌شناسی ایران (دو ماهنامه)
- و کتاب‌ها و مجموعه مقاله‌های همایش‌ها

## همایش‌ها
مهمترین همایش‌های برگزار شده عبارتند از:
- همایش ملی طرح مسائل اجتماعی ایران /۱۳۸۰
- همایش ملی آسیب‌های اجتماعی در ایران/۱۳۸۱
- همایش ملی کنکاش‌های نظری و مفهومی دربارهٔ جامعه ایران/۱۳۸۷
- دومین همایش ملی کنکاش‌های مفهومی و نظری دربارهٔ جامعه ایران/۱۳۹۲
- همایش بررسی مسائل اجتماعی ایران/۱۳۸۵
- همایش علم بومی و علم جهانی/۱۳۸۶
- بزرگداشت غلامحسین صدیقی، نکوداشت غلامعباس توسلی و ۴ تن از برجسته‌ترین مترجمان علوم اجتماعی
- اولین همایش بین‌المللی تفکر اجتماعی و جامعه‌شناسی در خاورمیانه معاصر/۱۳۹۱
- سومین همایش بین‌المللی تفکر اجتماعی و جامعه در خاورمیانه و شمال آفریقا/۱۳۹۲
- اولین همایش ملی پژوهش اجتماعی و فرهنگی در جامعه ایران/۱۳۸۹
- دومین همایش ملی پژوهش اجتماعی و فرهنگی در جامعه ایران /۱۳۹۱
- سومین همایش ملی پژوهش اجتماعی و فرهنگی در جامعه ایران /۱۳۹۳
- تجلیل از اساتید بازنشسته علوم اجتماعی /۱۳۹۲
- همایش بررسی آراء امانوئل والرشتاین/۱۳۹۳
- اولین همایش ملی زبان و مفاهیم علوم اجتماعی/۱۳۹۱
- دومین همایش ملی زبان و مفاهیم علوم اجتماعی/۱۳۹۳
- چند همایش منطقه‌ای با محوریت دفاتر استانی